# Поморие
Вижте пояснителната страница за други значения на Поморие.
Помо̀рие е град в Югоизточна България. Той се намира в област Бургас. Градът е административен център на община Поморие. По данни на ГРАО към 15 март 2025 г. в града живеят 15 024 души по настоящ адрес и 15 331 души по постоянен адрес. Той е четвъртият по големина град на българското Черноморие след Варна, Бургас и Несебър.

## География
Съвременният град Поморие е разположен върху едноименен тесен, скалист полуостров, вдаден 3,5 км навътре в Черно море, на северозападния бряг на Бургаския залив. От юг, изток и североизток градът е заобиколен от морето, от север – от Поморийското езеро, като само от запад-северозапад, чрез тесен провлак, заливан твърде често от морето, се свързва с Поморийското поле, което е част от Бургаската низина. В течение на хилядолетията конфигурацията на терена се е изменяла, поради което и селището е променяло своето местоположение.
Морският бряг е нисък, песъчлив, с открит хоризонт на изток и запад, защитен на север от Стара планина. Поморийският залив разполага 18700 кв. м плажна ивица. Морското дъно е плитко, със слаб наклон, без рифове и студени морски течения и е безопасно за къпане.
Градът се намира на равни разстояния 21,3 км от областния център Бургас и от Несебър и на 116 км от Варна.

### Климат
Поморие и регионът се характеризират с влажен субтропичен климат с морско и континентално влияние. Климатичните условия са благоприятни с продължително слънцегреене до 2360 часа годишно. Поради бавното изстиване на морската вода, есента е топла и продължителна. Снеговалежите са минимални, като снегът се задържа не повече от 5 – 7 дни.
Средната температура на въздуха през лятото достига 23 °C през месец юли и август, като максимални дневни температури над 20 °C се срещат и до ноември. Средният месечен брой слънчеви часове достига 328,6 през юли. През зимите континенталното влияние е видно, но те остават доста по-меки в сравнение с вътрешността на страната и са доста оскъдни откъм сняг. Средната температура на въздуха през зимата пада до 1.7 °C през януари. Средната годишна температура на въздуха е 12,5 °C.
| Климатични данни за Поморие, България                                                                 | Климатични данни за Поморие, България | Климатични данни за Поморие, България | Климатични данни за Поморие, България | Климатични данни за Поморие, България | Климатични данни за Поморие, България | Климатични данни за Поморие, България | Климатични данни за Поморие, България | Климатични данни за Поморие, България | Климатични данни за Поморие, България | Климатични данни за Поморие, България | Климатични данни за Поморие, България | Климатични данни за Поморие, България | Климатични данни за Поморие, България |
| Месеци                                                                                                | яну.                                  | фев.                                  | март                                  | апр.                                  | май                                   | юни                                   | юли                                   | авг.                                  | сеп.                                  | окт.                                  | ное.                                  | дек.                                  | Годишно                               |
| Абсолютни максимални температури (°C)                                                                 | 14                                    | 17                                    | 20                                    | 23                                    | 27                                    | 31                                    | 32                                    | 33                                    | 29                                    | 25                                    | 21                                    | 16                                    |                                       |
| Средни максимални температури (°C)                                                                    | 6                                     | 8                                     | 11                                    | 16                                    | 21                                    | 26                                    | 28                                    | 28                                    | 24                                    | 18                                    | 13                                    | 7                                     |                                       |
| Средни температури (°C)                                                                               | 3                                     | 5                                     | 7                                     | 12                                    | 17                                    | 21                                    | 24                                    | 24                                    | 20                                    | 14                                    | 10                                    | 4                                     |                                       |
| Средни минимални температури (°C)                                                                     | −1                                    | 1                                     | 3                                     | 7                                     | 12                                    | 16                                    | 19                                    | 19                                    | 15                                    | 10                                    | 6                                     | 1                                     |                                       |
| Абсолютни минимални температури (°C)                                                                  | −9                                    | −6                                    | −2                                    | 2                                     | 7                                     | 12                                    | 15                                    | 15                                    | 9                                     | 4                                     | −1                                    | −6                                    |                                       |
| Средни месечни валежи (mm)                                                                            | 55                                    | 46                                    | 54                                    | 53                                    | 58                                    | 63                                    | 48                                    | 35                                    | 57                                    | 53                                    | 48                                    | 61                                    |                                       |
| Средна температура на водата, °C                                                                      | 9                                     | 9                                     | 10                                    | 13                                    | 18                                    | 22                                    | 24                                    | 25                                    | 23                                    | 19                                    | 15                                    | 11                                    |                                       |
| --- | ------------------------------------- | ------------------------------------- | ------------------------------------- | ------------------------------------- | ------------------------------------- | ------------------------------------- | ------------------------------------- | ------------------------------------- | ------------------------------------- | ------------------------------------- | ------------------------------------- | ------------------------------------- | ------------------------------------- |
| Източник: https://www.meteoblue.com/bg/времето/historyclimate/climatemodelled/Поморие_България_728108 |                                       |                                       |                                       |                                       |                                       |                                       |                                       |                                       |                                       |                                       |                                       |                                       |                                       |

### Води
Голям воден басейн до града е Поморийското езеро, което представлява лагуна с естествен произход. Отделено е от морето с естествена пясъчна коса, а в южната си част има изкуствен свързващ го канал с морето. В южната му част се добива лечебна кал, а в северната – сол. Освен това езерото е важно орнитологично място.

### Флора и фауна
Поморие е разположен на прелетния път Виа Понтика и е място с тесен фронт на миграция за мигриращите реещи се птици от значителна част на Северна, Източна и Централна Европа. На територията на Поморийското езеро са установени 269 вида птици. Там живеят още 87 вида висши растения, 7 вида риби, 17 вида земноводни, 31 вида бозайници и 200 таксона безгръбначни животни.

## История

### Античност
Градът е основан с името Анхѝало в края на V век пр. Хр. Голяма част от жителите му били траки. От самото си основаване чак до началото на миналия век той е от най-важните черноморски градове по българските земи.
Особено голям разцвет достига по време на римското владичество. В древния Анхиало християнството прониква още в края на I век. Според Преданието св. апостол Андрей на път за Киев минава през черноморския град, тогава голям административен и пристанищен център в границите на Римската империя. През 134 г.сл.н.е. за Анхиало съобщава Ариан в своето съчинение „Обиколката на Черно море“. По времето на император Диоклециан (284 – 305) от Фригия на Балканския полуостров идва света Севастиана, която проповядва в Анхиало и околните градове. По това време Анхиало вече е църковен център и въпреки гоненията още от III – IV век има сведения за епископи на града.
Тогава градът става епископски център и сече собствени монети. От това време (III – IV в. сл. Хр.) е тракийската куполна гробница – хероон, открита в покрайнините на днешно Поморие.

### Средновековие
През V – VI век Анхиалската църква бива провъзгласена за архиепископия. Християнството вече е официална религия на Източната Римска империя – Византия. Преданието сочи, че през VII век на това място вече е съществувал храм или манастир, посветен на великомъченик Георги.
При Крум през 812 г. Анхиало е превзет от българите, а по-късно, след процеса на покръстване на България, към 894 г. тук е създадена българска църковна организация. Малко по-късно (на 20 август 917 г.) цар Симеон Велики нанася историческо поражение на византийската армия в битката при река Ахелой. От края на XIII век анхиалският епископ е почетен със сан митрополит. Впоследствие Анхиало често е преминавал от български във византийски ръце и обратно. Много важни битки между българи и византийци са се водили в покрайнините му през цялата ни средновековна история.
Малко известно е прабългарското име на Поморие – Тутхон
Поморие (Анхиало) е бил опожаряван и разрушаван от готи, авари, пожари и природни бедствия – затова има малко запазени старинни сгради въпреки многовековната история.

### Османски период и Възраждане
С първото нахлуване на османските турци в Тракия Анхиало е разрушен и запустява („История на Поморие“). Временно предаден на византийците, градът отново е християнски до месец март 1453 г., когато е превзет окончателно от турците. Османският вариант на името на града е Ахиолу. Първоначално той е център на нахия, но по-късно е превърнат в център на обширна кааза в рамките на Силистренския санджак. В каазата Ахиолу са включени градовете Созопол и Ахтопол като центрове на две от трите нахии в каазата, а също така Бургас и около 60 села в Странджа. Чуждите пътешественици описват града през този период със смесено българско и гръцко население, а мюсюлманите през цялото османско владичество са сравнително малко. През първата половина на XVII в. в три документа са запазени данни за една махала с мюсюлманско население и за 19 с християнско.
Роденият в Анхиало константинополски (вселенски) патриарх през 1536 г. Йеремия II дава автокефалност на руската църква, тя получава патриаршешки статус. Йеремия II остава константинополски патриарх до смъртта си през 1595 г.
През 1651 г. Ахиолу е обект на голямо казашко нападение. През този период в местността Палеокастро е укрито съкровище, съставено от 605 сребърни монети (552 османски и 53 европейски). Днес това е най-голямата колективна монетна находка от османската епоха за целия регион на Южното българско Черноморие.
При създаването на Българската екзархия през 1870 година Поморие не е включено в нейната територия, тъй като повечето православни в града са гърци.

### След Освобождението
След освобождението Поморие остава в пределите на Източна Румелия до Съединението на България през 1885 г.
През 1891 г. без одобрението на гръцкия владика в Анхиало е осветена българска православна църква. На 30 юли 1906 г. гръцката част на града е запалена и напълно унищожена за последен път в отговор на андартското клане в Загоричани, като повечето му жители са принудени да се изселят в Гърция, където основават селищата Неа Анхиалос, Анхиалос и Евксинуполис.
При избухването на Балканската война в 1912 г. петима жители на Анхиало са доброволци в Македоно-одринското опълчение.
Древното име „Анхиало“ е заменено с Поморие със Заповед 2820, с която са преименувани общо 1043 населени места в България през 1934 г.
В Поморие живеят много преселници от селата на Еминския дял на Стара планина – Горица, Гълъбец, Паницово, Гильовци, Страцин, Бата, но най-вече от Козичино. Те са концентрирани в онази част на града, известна под наименованието „Квартала“, или „Нов град“.
През 2022 г. село Каменар (област Бургас) става квартал на Поморие.

## Население
Численост на населението според преброяванията през годините:
| \| Година на преброяване \| Численост \| \| --------------------- \| --------- \| \| 1934 \| 5196 \| \| 1946 \| 6061 \| \| 1956 \| 7737 \| \| 1965 \| 9561 \| \| 1975 \| 11 938 \| \| 1985 \| 13 511 \| \| 1992 \| 13 946 \| \| 2001 \| 13 649 \| \| 2011 \| 13 579 \| \| 2021 \| 12 329 \| |           |
| Година на преброяване | Численост |
| 1934 | 5196      |
| 1946 | 6061      |
| 1956 | 7737      |
| 1965 | 9561      |
| 1975 | 11 938    |
| 1985 | 13 511    |
| 1992 | 13 946    |
| 2001 | 13 649    |
| 2011 | 13 579    |
| 2021 | 12 329    |

Етническият състав включва 10 781 българи и 1834 турци.
По данни на ГРАО към 15 юни 2020 г. със своите 14 163 жители по настоящ адрес Поморие е четвъртият по големина град в Бургаска област след Бургас, Айтос, Карнобат и Несебър.

### Религия
Поморийският манастир „Св. Георги“ е един от най-почитаните манастири в Източна България. Храмовият празник 6 май е празник на град Поморие.
Манастирът „Св. Георги“ е действащ мъжки православен манастир. Към края на XVII век тук се заселва турчинът Селим бей, създавайки голямо феодално владение – чифлик. По предание той страдал от тежка, неизлечима болест. Една нощ неговият ратай дядо Нено сънувал, че в чифлишкия двор тече извор с чудотворна вода. Нено не обърнал внимание на това, но често започнал да му се явява насън красивият момък, яздещ бял кон – свети Георги. Разкопавайки тайно мястото, благочестивият старец открил мраморен барелеф на свети Георги. В същия момент там започнала да извира вода. По поръка на своя ратай Селим бей повикал владиката на града, който, извършвайки молитва, го поръсил с водата от аязмото. С животворното действие на извора Селим бей бил чудесно излекуван. Вдъхновен от чудото, той се покръстил с цялото си семейство, приемайки християнската вяра. Построявайки малък параклис, Селим бей поставил началото на днешната света обител. След време, според преданието, той овдовял и приемайки монашество, станал първият игумен, подарявайки на манастира целия си имот от 3800 декара земя.
През 1856 г. се изгражда нов храм, като старият остава и до днес под неговия покрив. Заедно с новите постройки била издигната и 17-метрова кула – камбанария (1964 г.) В манастира днес се съхраняват много ценни образци на иконографското изкуство от XVIII и XIX в. Храмовата икона е рисувана от анхиалеца Темистокъл Диамандопуло Зограф.
През 1890 година е построена църквата „Рождество Богородично“.

## Политика
Според Закона за местното самоуправление и местната администрация управлението на град Поморие е съставено от градоначалник и общински съвет от 21 съветници. На всеки четири години се избира нов общински съвет и кмет, като следващите избори са предвидени за 2023 г.

### Кмет
На първия тур на местните избори от 27 октомври 2019 г. за кмет на Поморие с 69,81 % (7384 от действителните гласове) за трети пореден мандат е избран кандидатът на ГЕРБ Иван Алексиев.

### Общински съвет
След последните местни избори през 2019 г. при изборна активност от 51,87 % разпределението на местата в общинския съвет е следното:
| Партия                                   | Изборен резултат | Получени гласове | Места |
| ---------------------------------------- | ---------------- | ---------------- | ----- |
| ГЕРБ                                     | 39,32 %          | 3567             | 10    |
| Движение за права и свободи              | 25,34 %          | 2299             | 6     |
| БСП за България                          | 13,90 %          | 1261             | 3     |
| Местна коалиция Движение Гергьовден-Воля | 7,15 %           | 649              | 2     |

## Икономика
Удобни транспортни връзки свързват Поморие с други градове и курорти. Летище Бургас е само на 8 км. Близостта на Слънчев бряг и областният център Бургас увеличават възможностите за развлечения. Акваторията на Поморийския залив е предпочитана за ветроходни регати, а пристанът – от любители рибари.

### Икономическа характеристика
Наред с традиционния поминък на местното население – лозарство, винарство, солодобив и риболов, туризмът и съпътстващите го дейности определят новото лице в икономиката на Поморие.

#### Балнеолечение
Благодарение на свойствата на морския пясък, богат на желязо (магнетит) и уникалната лечебна кал от Поморийското езеро, град Поморие разполага с:
- лиманна лечебна кал от дъното на Поморийското езеро, богата на сероводород, магнезий, хлориди, калций, калий, натрий, железни съединения, хормони и др. Има доказано антисептично и болкоуспокояващо действие и стимулира метаболитните процеси в организма;
- рапа (езерна вода) – това е водата в Поморийското езеро, покриваща лечебната кал с химичен състав близък до течната фаза на калта и морската вода. Използва се като рапни или кални вани с много добър лечебен ефект.
- луга – краен продукт от солодобива в Поморийските солници с многократно по-голяма концентрация на всички елементи на морската и езерната вода. Има противовъзпалително действие.[18]
- солена минерална вода, уникална за страната – открита е чрез сондаж през 2007 г. Извира от 70 m под земята. Водата е в пъти по-солена от морската. Не е годна за пиене, но се използва за СПА-процедури в един от хотелите.

### Индустрия

#### Лозарство и винарство
Уникалният микроклимат, характерен за българското Черноморие, обуславя изключително благоприятните почвено-климатични условия за развитие на лозарство и винарство в района на град Поморие.
Още от дълбока древност те са и един от основните поминъци на местното население. Този отрасъл достига своето най-високо ниво на развитие по времето на античната гръцка колония Анхиало. Виното се е възприемало като божествена напитка от древните траки, които го произвеждали в знак на почит към Бога на веселието и виното Дионисий.
По-късно традициите на древните тракийски лозари се продължават и доразвиват от римляни, византийци и българи, като по време на Второто българско царство прочутото анхиалско вино се превръща в символ на високо качество и става утвърдена марка, а градът се утвърждава като предпочитан производител на квалитетни бели и червени вина. По това време черноморските градове в региона се превръщат в центрове за търговия с вино.
През 1932 г. се създава първата съвременна винарска изба „Поморие“, която е включена в структурата на един от най-известните винопроизводители в България – „Черноморско злато“ – носител през годините на редица национални и международни награди от престижни състезания като "Златен Ритон“, "Вино на годината“, "Винария“ и други. Тук се създават качествените сухи бели и червени вина с марките "Димят“, "Мускат“, "Шардоне“, "Мерло“, "Каберне Совиньон“ и още.
Доказателство за доброто име на поморийските вина в световен мащаб е износът извън пределите на страната ни години наред. Те са предпочитани в Германия, Франция, Финландия, Полша, Русия, Беларус, Литва, Латвия, Естония, Украйна, Израел и Япония.

### Образование
- Професионална гимназия по туризъм „Алеко Константинов“ – гр. Поморие
- Читалище „Светлина-1939“
- Читалище „Просвета 1888“
- В Поморие се намира център за обучение и рехабилитация на младежи на организацията Национален център за социална рехабилитация

## Радио
В Поморие със средно качество се приемат радиостанциите от Бургас и тези от Приморско, а с добро качество са следните:
- 87,6 MHz Радио Фреш Слънчев бряг
- 88,5 MHz Радио Варна Слънчев бряг
- 91,3 MHz Nova News Слънчев бряг
- 92,9 MHz Радио Микс Поморие
- 94,3 MHz Авторадио Слънчев бряг
- 95,3 MHz БНР Христо Ботев Слънчев бряг
- 98,7 MHz The Voice Поморие
- 100,2 MHz Радио 1 Слънчев бряг
- 102,5 MHz БНР Хоризонт Слънчев бряг

## Култура и забавление

### Забележителности
- Поморийското езеро – защитена местност, свръхсолена лагуна с площ 760,8 хектара.
- Посетителски център „Поморийско езеро“ – интерактивна експозиция за природното богатство на солената лагуна.
- „Стари поморийски къщи“ – архитектурен резерват – сградите в резервата са строени през XIX век. Намират се недалеч от брега на морето, в източния край на старата част на град Поморие и представлява архитектурата и специфичните елементи на къщите по морския бряг. Представляват типичната поморийска къща за онова време – двуетажна, с каменно приземие, където са се помещавали кухненски, стопански помещения или складове за вино, сушена риба и рибарски принадлежности и паянтов етаж, до които отвежда дървена стълба. Тук има салон и стаи около него. Към днешна дата къщите от архитектурен резерват „Стари къщи“ са частна собственост и не се допускат посетители. В Историческия музей на Поморие има експозиция, претворяваща точната им подредба.[20]
- Кални бани – лечение с кал от Поморийското езеро.
- Църква „Преображение Господне“, XVIII век.
- Църква „Рождество Богородично“, XIX век.
- Тракийски мавзолей – куполна гробница-хероон.
- Къщата на Пейо Яворов.
- Яворовите скали (едно от любимите места на Яворов, на което е творял).

#### Театри
В Поморие действат два театрални състава: детски театрален състав „Светулка“ при читалище „Светлина“ и читалищен театър „Просвета“ със 110-годишна история.
- Детска театрална студия „Светулка“ при читалище „Светлина“.

Създадена е през 1994 г. и се ръководи от Румяна Кралева, актьор в Куклен театър – Бургас. Сред поставяните пиеси са „Червената шапчица“, „Вълшебникът от Оз“, „Малкият принц“, „Хитър Петър“, „Дванадесетте месеца“, „Съкровището на Силвестър“, „ПУК“ (по Валери Петров), „Пинокио“, „Спящата красавица“, както и юбилейният спектакъл „Десет години от приказка в приказка“, „Маугли“ (по Р. Киплинг). Театралната студия е гостувала със своите постановки в различни градове на България, а през 2006 г. посещава и Гърция. На 26 септември 2008 г. в театралния салон на читалище „Светлина“ тържествено е открит първият детско-юношески куклено-театрален фестивал „Сцена край морето“. През 2009 г. съставът прераства в две театрални трупи – юношеска, с която се представя „Огнивото“ по Х. К. Андерсен, и детска, която представя спектакъла „Меко Казано“ по В. Петров; проведе се и вторият детско-юношески куклено-театрален фестивал „Сцена край морето“ с международно участие.
- Театрален състав при читалище „Просвета“.

От 1999 г. този състав е не само национален, но и балкански лидер в областта на любителското театрално изкуство. През 2005 г. председателят на Съюза на артистите в България заявява по БНТ, че театралният състав при читалище „Просвета“ е театралното явление през последните години и сред професионалистите. По този повод БНТ кани творците и излъчва специално предаване за успехите на театъра в Поморие. Театърът е известен с постановките си „Зимните навици на зайците“, „Женско царство“, „Службогонци“, „Когато котката я няма“, „Муа у тупан“, „Бог“, „Ние врабчетата“, „Рейс“, „Ало, ало, Анхиало! (2008 г. реж. Георги Къркеланов), „Убийство на улица „Солна“ (2009 г. реж. Г. Къркеланов)

#### Музеи
- Музей на солта – единствен музей на солта в България. Създаден е с финансовата подкрепа на Европейския съюз, Република България и община Поморие. Музеят е част от Стоте национални туристически обекта на Българския туристически съюз.
- Общински исторически музей – с експонати от 2500-годишната история на града. Историческият музей

### Редовни събития
- август – Яворови дни; Дни на виното.
- 6 май – Ден на града. Фестивал на маските (бал с маски). Детско-юношески куклено-театрален фестивал „Сцена край морето“.
- юни – Международен фестивал на православната музика „Св. Богородица – Достойно есть“

### Спорт
Град Поморие разполага с футболен клуб на име „ОФК Поморие“, който се състезава във Втора професионална лига. Тук е и най-модерният стадион в поморийска община, намиращ се в близост до „Гранд Хотел Поморие“. Клубни върхове на ОФК „Поморие“ (Поморие) е второ място в Източна „Б“ професионална футболна група и спечелена промоция за А професионална футболна група след спечелени два баража през юни 2011 г.
Освен това ОФК „Поморие“ е финалист в турнира за Националната купа: по това време официалното ѝ наименование е Купа на България – 2009/10 г., а името на отбора е „Черноморец-Поморие“.

## Побратимени селища
- Неа Анхиалос (Гърция) – между двете общини има сключен Договор за партньорство и побратимяване. Ръководството на града Неа Анхиалос, както и на община Волос, посещават Поморие всяка година по случай празника на града Гергьовден;
- Городец (Русия) – основната цел на побратимяването е обмяна на опит, знания и информация в различни области – общинско стопанство, приложение на съвременните технологии, градоустройство, защита на околната среда, транспорт, развитие на градска инфраструктура, реформа и модернизиране на жилищно комуналното стопанство. Области на културата, образованието, просвещението и спорта, туризма;
- Троицк (Русия) – оновната цел на побратимяването е културен обмен. Църковният хор на град Троицк е редовен участник в Международния фестивал на православната музика „Света Богородица – Достойно есть“, който се провежда ежегодно в Поморие. Хорът при храм „Свето рождество Богородично“ в Поморие също гостува на Международния православен фестивал в Троицк;
- Ениджия (Турция) – Ениджия е родно място на поколения тракийски българи, чиито потомци днес живеят в Поморие. През 2013 г. делегация от Община Поморие посещава Ениджия и пред вековно дърво в града поставя паметна плоча с надпис „Поморие, България – от признателните потомци“. Ръководството на Ениджия също гостува всяка година Поморие по случай празника на града – Гергьовден.[21]

## Личности
Родени в Поморие
- Михаил III Анхиалски, вселенски патриарх (1170 – 1178)
- Георги Паспалев, (р. 1944), бивш кмет на Варна
- Доротей Петренски (? - 1857), гръцки духовник, епископ на Петра на Крит[22]
- Константинос Анхиалитис, гръцки зограф от първата половина на XIX век[23]
- Поликарп Алмирас (около 1750 – 1827), гръцки духовник, йерусалимски патриарх[24]

Други
- Петко Г. Димитров (Сливен 1853 – юни 1909) – възрожденец, околийски лекар в Анхиало след Освобождението
- Тодор Георгиев Добриков (р. Чепеларе, Станимашко – 1908) – възрожденец, учител в Анхиалско след 1869 г.
- Христо Златев (р. в с. Равна, Провадийско) – възрожденец, учител в Анхиало през 1853 г.
- Евтимий Каркадаков – възрожденец, учител в Анхиало от 1878 до 1885 г.
- Боян Керемедчиев (Ямбол, 14 май 1847 – Ямбол, 11 февруари 1906) – възрожденец, след Освобождението е управител на митницата в Анхиало
- Христо Шиваров (Стара Загора, 30 октомври 1850 – 1933) – възрожденец, революционер – след Освобождението е служител в Анхиало от 1878 до 1879 г.
- Пейо Яворов – създал едни от най-хубавите си произведения в Поморие
- Черньо Чернев, роден на 8 май 1945, академик на Международната академия по българознание, иновация и култура, Почетен академик на Чувашката академия за наука и изкуство, автор на десет книги посветени за научно изследване на християнството, участник в международни научни форуми.

Морският нос Поморие на остров Ливингстън, Южни Шетлъндски острови в Антарктика е наименуван в чест на града.